# Thetidia hammeri
Thetidia hammeri är en fjärilsart som beskrevs av Heinz Ebert, 1965. Thetidia hammeri ingår i släktet Thetidia och familjen mätare, Geometridae. Inga underarter finns listade i Catalogue of Life.